# Euagathis forticarinata
Euagathis forticarinata är en stekelart som först beskrevs av Cameron 1899.  Euagathis forticarinata ingår i släktet Euagathis och familjen bracksteklar. Inga underarter finns listade i Catalogue of Life.